# Charles Daniel
Charles Daniel est un capitaine de vaisseau français né à Dieppe en 1592 et mort en 1661. 
Il était le fils d'Antoine Daniel, capitaine marchand de Dieppe, et Marguerite Martin. Il est le frère d'André Daniel (†1637), médecin, d'Adrien Daniel (†1699), avocat, François Daniel, capitaine de vaisseau, et d'Antoine Daniel (1598-1648), missionnaire jésuite au Canada. Il s'est marié le 4 octobre 1620, à Dieppe, avec Hélène Lemare, mais devenu veuf, il se remarie en 1632 avec Louise Duplix dont il a eu un fils, Antoine Daniel (†1712).
Il a contribué à l'avancement de la colonisation de la Nouvelle-France. Il a donné son nom à la municipalité de Port-Daniel–Gascons.

## Biographie

### Capitaine marchand entre Dieppe et la Nouvelle-France
Le 10 septembre 1621, le roi Jacques Ier d'Angleterre cède la Nouvelle-Écosse, c'est-à-dire l'Acadie, à William Alexander (Menstrie, vers 1577-1640)  qui est devenu plus tard comte Stirling. Le 12 juillet 1625, Charles Ier renouvelle la charte de 1621 et nomme William Alexander son lieutenant en Nouvelle-Écosse et prévoit de nommer 150 baronnets.
En 1624, il commande un navire parti de Dieppe pour le Canada qui a résisté sans grand dommage à une attaque anglaise.
En 1626, le cardinal de Richelieu est Grand Maître, chef et surintendant général de la navigation et commerce de France, commence à s'intéresser aux colonies. En 1627, il substitue à la société formée pour faire la traite des marchandises au Canada une nouvelle compagnie des Cent-Associés de la Nouvelle-France à laquelle il a placé à sa tête le sieur de Lauzon. Charles Daniel et son frère André deviennent membres de la société des Cent-Associés ainsi que Samuel de Champlain, qui avait pour but d'explorer les territoires en Amérique et de les prendre en possession au nom du Roi et de la Nouvelle-France. Le Roi en retour, octroya des seigneuries à ses citoyens, qui en retour solidifièrent ses possessions pour la France.
En 1627, l'Angleterre soutient la révolte des Huguenots de La Rochelle qui jugent que certains articles de l'édit de Nantes ne sont pas respectés. La guerre entre l'Angleterre et la France commence par l'envoi d'une flotte sous le commandement du duc de Buckingham pour aider les protestants pendant le siège de La Rochelle. Parallèlement, à la demande des capitaines marchands de Londres, elle se développe en Amérique du Nord pour y détruire les implantations françaises et créer des comptoirs anglais.
Le 4 février 1628, le roi d'Angleterre donne à William Alexander le jeune (vers 1602–1638), fils aîné de William Alexander, une commission leur attribuant le monopole du commerce dans le Saint-Laurent et leur donnant le droit de confisquer les bateaux français ou espagnols avec leurs marchandises naviguant sur le fleuve.
Le 21 février 1629, Charles Daniel passe une charte-partie avec Abraham I Duquesne, père d'Abraham Duquesne, pour lui louer un de ses vaisseaux, le Saint-André ou Grand-Saint-André. Il doit ravitailler Samuel Champlain qui défend Québec assiégé par les frères Thomas, David, Lewis et James Kirke. Il rejoint à La Rochelle la flotte commandée par Isaac de Razilly pour la compagnie de la Nouvelle-France. Malgré la paix conclue à Suse (ou Suze), le 24 avril 1629, les marins anglais feignent d'ignorer la paix et continuent à assiéger la ville (les négociations entre la France et le Royaume-Uni se sont conclues par le traité de Saint-Germain-en-Laye en 1632). Son navire fut pris dans une tempête, qui le sépara des trois autres navires de la flottille. La flotte anglaise des frères Kirk saisit les autres navires de ravitaillement venues de Dieppe à l'embouchure du Saint-Laurent sauf le Saint-André. La ville affamée se rend le 19 juillet 1629.
Charles Daniel se rend alors à l'île du Cap-Breton. Il apprend qu'un Écossais, James Stewart de Killeith (1582-1659), 4e lord de Ochiltree, y a fondé un fort, fort Rosemar, à Baleine (non loin du futur site de Louisbourg), sous pavillon anglais et prétend exercer une suzeraineté sur la traite et la pêche dans les parages. Il l'attaque et prend le fort le 18 septembre 1629.  Il fonde le fort Sainte-Anne sur l'île du Cap-Breton. Un de ses passagers, le Père Barthélemy Vimont, chapelain, a été un missionnaire jésuite dans la région.
En 1629 il se qualifie de « général de la flotte de la Nouvelle-France ». Dix ans auparavant, Augustin de Beaulieu, à la suite de son premier voyage aux Moluques s'était donné le titre de général de la flotte des Indes orientales.
De retour à Rouen, en 1630, il publie « La prise d'un seigneur écossais et de ses gens qui pillaient les navires pêcheurs de France ». Le 8 avril 1630 il est nommé au commandement d'un des navires de la flotte du sieur de Montigny partant pour la Nouvelle-France. Champlain le décrit au fort Sainte-Anne rétablissant l'ordre troublé après l'assassinat du gouverneur qu'il avait nommé.
En 1631 William Alexander a reçu l’ordre de rendre sa colonie de Port-Royal aux Français qui avaient dû quitter Port-Royal après l'attaque de 1613.
Peu après son mariage avec Louise Duplix, il est reparti au Canada avec deux missionnaires jésuites dont un était son frère Antoine et l'autre le père Ambroise Davost (1586-1643).
Daniel quitta la compagnie en 1632 et se joignit à une autre compagnie, qui avait comme mission le développement du Cap-Breton. Il fut actif en Nouvelle-France pendant seulement dix ans, puisqu'il était plus que souvent officier naval au service du Royaume de France.

### Capitaine entretenu de la marine du Roi
En 1634 Richelieu offre à Charles Daniel d'entrer dans la marine du Roi  comme capitaine entretenu. Il fait partie de ces capitaines marchands qui sont intégrés dans la marine royale. Il va participer aux batailles navales de la guerre de Trente Ans : bataille des îles de Lérins où il est blessé au commandement de la Levrette, bataille de Guetaria, bataille de Carthagène.
En 1639, le cardinal de Richelieu l'envoie en Angleterre pour une mission secrète, puis il inspecte la côte de la Manche avec le sieur d'Infreville et l'ingénieur Régnier Jensse pour trouver la meilleure implantation d'un port. Le 19 janvier 1640 il est nommé commandant de l'Amirauté, navire de 600 tonneaux. Un an plus tard il est envoyé comme capitaine garde des ports de La Rochelle et Brouage. On le retrouve en 1643, commandant du navire Ollivarets de 600 tonneaux à la bataille de Carthagène.
En 1644, il vend le fief de Bosc-Hullin reçu par mariage en 1632 et obtient en échange les fiefs du Verger, de Tonneville et du Mesnil-Gaillard (Sotteville-sur-Mer).
Il est rappelé en 1646 par le marquis de Brézé pour commander le Saint-Paul, navire de 500 tonneaux. 
Il a été anobli par lettres patentes en mai 1648.
En 1655, le duc de Vendôme le nomme commandant du Saint-Thomas, navire de 700 tonneaux, puis le 10 mars 1658, du vaisseau le Chasseur.
Dans un acte du 18 novembre 1659 il se qualifie de « plus ancien  capitaine de la marine entretenu ».
Il meurt en 1661 (un inventaire après décès porte la date du 13 mai 1661).

## Publications
- Charles Daniel, Voyage à la Nouvelle-France du capitaine Charles Daniel, de Dieppe, 1629, précédé d'une introduction et suivi d'appendices et de notes, par J. Félix, Imprimerie de Henry Boissel, Rouen, 1881 ( lire en ligne )